# Recettore della dopamina D3
Il recettore della dopamina D3, anche noto come RDD3 (DRD3 in inglese), 
è un proteina che nell'uomo è codificata dal gene RDD3.
Questo gene codifica il sottotipo D3 del recettore della dopamina. Il sottotipo D3 inibisce l'adenilato ciclasi attraverso gli inibitori delle proteine-G. Questo recettore è espresso in regioni filogeneticamente più vecchie del cervello, suggerendo che questo recettore gioca un ruolo nelle funzioni cognitive ed emozionali. Si tratta di un target per i farmaci che trattano la schizofrenia, la tossicodipendenza e la malattia di Parkinson. Lo splicing alternativo di questo gene si traduce in molteplici varianti di trascrizione che codificano diverse isoforme, anche se alcune varianti possono essere soggette a decadimento mediato da un nonsenso (NMD).
Agonisti del D3 come 7-OH-DPAT, il pramipexolo e la rotigotina, tra gli altri, mostrano effetto antidepressivo in modelli di depressione dei roditori.